# Helicarionidae
Helicarionidae is een familie van weekdieren uit de klasse van de Gastropoda (slakken).

## Geslachten
| - Advena Gude, 1913 - Allenoconcha Preston, 1913 - Annacharis Iredale, 1944 - Belloconcha Preston, 1913 - Buffetia Iredale, 1945 - Cucullarion Stanisic, 1998 - Deliciola Iredale, 1944 - Delinitesta Iredale, 1933 - Dendrolamellaria Preston, 1913 - Dendronitor Iredale, 1933 - Desidarion Iredale, 1941 - Dignamoconcha Iredale, 1944 - Dolapex Iredale, 1945 - Durgella Blanford, 1863 - Echonitor Iredale, 1937 - Eclipsena Iredale, 1937 - Epiglypta Pilsbry, 1893 - Euconulus Reinhardt, 1883 - Eungarion Stanisic, 1993 - Expocystis Iredale, 1937 - Fanulena Iredale, 1945 - Fanulum Iredale, 1913 - Fastosarion Iredale, 1933 - Greenwoodoconcha Preston, 1913 - Gudeoconcha Iredale, 1944 - Helicarion Férussac, 1821 - Helixarion Férussac, 1821 - Howearion Iredale, 1944 - Innesoconcha Iredale, 1944 - Iredaleoconcha Preston, 1913 - Kermarion Iredale, 1944 | - Kieconcha Iredale, 1913 - Liardetia Gude, 1913 - Lutilodix Iredale, 1945 - Malandena Iredale, 1933 - Mathewsoconcha Preston, 1913 - Melloconcha Iredale, 1944 - Melocystis Iredale, 1937 - Mysticarion Iredale, 1941 - Nancibella Iredale, 1945 - Nevelasta Iredale, 1937 - Nitor Gude, 1911 - Orpiella Gray, 1855 - Parmacochlea Smith, 1884 - Parmavitrina Iredale, 1937 - Parmellops Iredale, 1944 - Peloparion Iredale, 1937 - Periclocystis Iredale, 1937 - Pittoconcha Preston, 1913 - Pravonitor Iredale, 1937 - Quintalia Preston, 1913 - Roybellia Preston, 1913 - Sodaleta Iredale, 1937 - Stenopylis Fulton, 1914 - Tarocystis Iredale, 1937 - Thalassia Albers, 1860 - Theskelomensor Iredale, 1933 - Thularion Stanisic, 1993 - Tribocystis Iredale, 1944 - Turrisitala Iredale, 1933 - Westracystis Iredale, 1939 - Wilhelminaia Preston, 1913 |